# Milkbar (band)
Milkbar is een indierockband uit Amsterdam. De band is vernoemd naar de melkbar uit Stanley Kubrick’s film Clockwork Orange. In 2011 werd Milkbar 3FM Serious Talent met hun debuutsingle Accident. Presentator Jeroen Pauw had een gastrol in de videoclip. In 2013 speelde de band op Eurosonic Noorderslag en presenteerde daar het debuutalbum Monday Club (PIAS Records).
De single I’m a Soldier werd gekozen als Crazy Turbo Tophit door Coen & Sander. De singles Accident, I’m a Soldier en We Will Celebrate waren te horen in de televisieprogramma’s Eredivisie Live, VI Oranje en op Sport 1. Milkbar was onder andere te gast bij GIEL, De Wereld Draait Door, Toppop3 en BNN That’s Live. De band speelde op de Uitmarkt, tourde door Nederland tijdens de Popronde en het festivalseizoen en speelde in een uitverkocht Paradiso.

## Discografie

### Albums
- Monday Club (2012)
- Moustache (2016)

### Singles
- Accident (2011)
- Julia (2013)
- I’m a Soldier (2013)
- We Will Celebrate (2014)
- The King (2015)
- Bangbangbang (2015)
- Don't Worry (2015)
- Songs For The Sinners (2016)